# Ryan Neubauer
Ryan Neubauer (* 1998) ist ein Schweizer Unihockeyspieler, der beim Nationalliga-A-Verein HC Rychenberg Winterthur unter Vertrag steht.

## Karriere
Neubauer debütierte 2019 in der Nationalliga A für den HC Rychenberg Winterthur.